# Per amore e per denaro
Per amore e per denaro (Love and Money) è un film statunitense del 1982 diretto da James Toback, con Ray Sharkey e Ornella Muti.

## Trama
Byron Levin lavora in una grande banca della California. Lì conosce Caterina Stockheinz, la moglie del suo boss plurimiliardario Frederic Stockheinz e se ne innamora. Questi gli propone di andare a concludere un affare da milioni di dollari nella Repubblica di Costa Salva: deve offrire una proposta commerciale al dittatore Lorenzo Prado, che guarda caso è vecchio compagno di college di Byron. 
La questione si complica quando la moglie di Frederic e Byron iniziano una relazione clandestina.

## Produzione
Toback ha scritto la sceneggiatura pensando a Warren Beatty che poco dopo abbandonò il progetto. La scelta del protagonista quindi ricadde su Ray Sharkey che però venne successivamente definito dal regista "l'attore sbagliato".